# Домославський Казімір Станіславович
Казімір Станіславович Домославський (пол. Kazimierz Domosławski) (15 лютого 1883, Собєшин — 2 березня 1960, Пулави) — український та польський державний і політичний діяч. Член Української Центральної Ради (1918). Активіст польської соціалістичної партії, організатор робітничого руху.

## Життєпис
До 1907 року він жив зі своїми батьками в селі Береза, де його батько був засновником і директором сільськогосподарської школи. У 1907 році він вступив до приватної гімназії Войцех Горскі у Варшаві, яку він закінчив у 1911 році. Вступив до Спілки прогресивної незалежної молоді. Він отримав диплом про середню освіту у 6-ій чоловічій гімназії у Варшаві.
У 1913 році він навчався в політехніці в Граці. Там він був активістом організації прогресивної молоді «Філареція». Він також приєднався до Активної Бойової Асоціації, де він був комендантом цього загону. Після початку Першої світової війни перервав навчання і поїхав на Волинь, а потім до Києва до свого брата. Він працював там в товаристві підтримки жертв війни та був членом молодіжної організації незалежності «Корпорація», яку очолив з 1917 року. У березні 1917 року він став членом Польського виконавчого комітету в Росії.
Наприкінці 1916 року він вступив до Польської соціалістичної партії. Він представляв Польську соціалістичну партію в Центральній Раді Української Народної Республіки, а потім працював у Міністерстві національностей Української Центральної Ради.
У лютому 1919 року він виїхав до Варшави, де взяв участь у 16-му конгресі ПФР у квітні 1919 р. У вересні 1919 р. він був мобілізований і служив у польській армії до лютого 1921 р., Звідки він пішов у звання лейтенанта, з вислугою років з 1 червня 1919 р. до 9-го важкого артилерійського полку.
З 1921 по 1924 рр. — працював уповноваженим з перепису в Центральному статистичному управлінні, керував районною організацією ППС у Прушкув та працював у районному комітеті робіт ППС «Варшава-Подмисеська». У 1924 році він почав працювати в Державній духовній монополії. У 1927 році він став членом міської ради в П'ястуві та членом парламенту Пауіта.
У 1934 році він був зареєстрований в Пов'янському Командному Управлінні у Варшаві з виділенням на 26-й легкий артилерійський полк. З 1928 по 1931 роки він був членом Верховної ради ППС. Він також намагався — безуспішно брати участь у парламентських виборах 1928 року. З 1929 переїхав до Варшави. З 1934 року він був активним у Союзі працівників спортивних асоціацій, де він виконував обов'язки генерального секретаря. У 1937 році він створив та очолив Робоче товариство з туризму. У лютому 1937 року на 24-му з'їзді ППС його знову обрали до Верховної ради ППС.
Під час окупації він був членом штабу Народної гвардії, керуючи навчальним відділом. Він був редактором журналів «Народна гвардія» та PPS-WRN «Wieś i Miasto». З лютого 1942 по липень 1944 роки також служив інспектором навчального району південної народної гвардії WRN.
Після війни він виїхав до Любліна і працював у Любленському споживчому кооперативі. Він не належав до жодної партії. У березні 1945 р. повернувся до Варшави, де продовжував працювати в ПМС. Він служив генеральним секретарем Союзу робітничих спортивних асоціацій, до його розпуску у травні 1948 року. Після переведення на пенсію по інвалідності в 1950 році він переїхав до Пулави, де і помер 2 березня 1960 року.